# Вдовин, Александр Иванович
Алекса́ндр Ива́нович Вдо́вин (род. 11 ноября 1941, с. Красноселье, Тамбовский район, Тамбовская область, РСФСР, СССР) — советский и российский историк и писатель, специалист по истории России и русского народа, национального вопроса и национальной политики в СССР и России. Доктор исторических наук (1995), профессор (1999). Действительный член Академии гуманитарных наук (1998). Член Союза писателей России (2004).

## Биография
Родился 11 ноября 1941 года в селе Красноселье Тамбовского района Тамбовской области.
В 1970 году окончил исторический факультет МГУ им. М. В. Ломоносова, защитив дипломную работу по теме «Социальная психология рабочего класса в годы индустриализации СССР».
В В 1973 году окончил аспирантуру в МГУ имени М. В. Ломоносова и там же под научным руководством доктора исторических наук, профессора В. З. Дробижева защитил диссертацию на соискание учёной степени кандидата исторических наук по теме «Новые пополнения рабочего класса СССР в годы реконструкции народного хозяйства» (специальность 07.00.02 — Отечественная история).
В 1995 году окончил докторантуру МГУ имени М. В. Ломоносова и там же защитил диссертацию на соискание учёной степени Доктора исторических наук по теме «Российская нация: Национально-политические проблемы XX века и общенациональная российская идея» (специальность 07.00.02 — Отечественная история).
С 1973 года — младший научный сотрудник, с 1975 года — старший преподаватель, с 1981 года — доцент, с 1996 года — профессор кафедре отечественной истории XX—XXI вв. исторического факультета МГУ им. М. В. Ломоносова.
Читает общий и специальные курсы лекций «История России, 1917—1991: Общий курс», «Введение в изучение отечественной истории XX—XXI вв.: Специальная дисциплина», «Национальная политика в России 1917—1991 гг. (идеология, теория, практика): Специальный курс». Также ведёт семинары и специальные семинары.
Является членом диссертационных советов Д.501.001.72 при МГУ имени М. В. Ломоносова, Д.212.154.09 при ГОУ ВПО «Московский педагогический государственный университет».
По мнению Вдовина, «важно, чтобы история писалась представителями и с позиций интересов и ценностей государствообразующего народа».

## Оценки
Александр Никонов, доктор исторических наук, сотрудник кафедры истории Института переподготовки и повышения квалификации МГУ писал о Вдовине и А. С. Барсенкове: «Это — историки России, исследователи вдумчивые, интересно мыслящие. За плечами у каждого из них — большой опыт научной и преподавательской работы».
В 2010 году учебное пособие А. С. Барсенкова и А. И. Вдовина «История России. 1917—2009» подверглось резкой критике со стороны ряда общественных деятелей и стало причиной скандала, переросшего рамки научных споров. Авторов критиковали за ксенофобию и национализм. Общественная палата РФ с подачи Н. Сванидзе провела специальное заседание, на котором обвинила книгу как экстремистскую. В то же время ряд политиков и профессиональных историков выступили в защиту учебного пособия. В результате активной общественной дискуссии, продолжавшейся несколько месяцев, исторический факультет МГУ провёл собственную экспертизу, по итогам которой счёл нецелесообразным использование данного пособия в учебном процессе «при сохранении в нём имеющихся недостатков».

## Научные труды
Опубликовал более 170 работ.